# Zubayr ibn al-Awwam

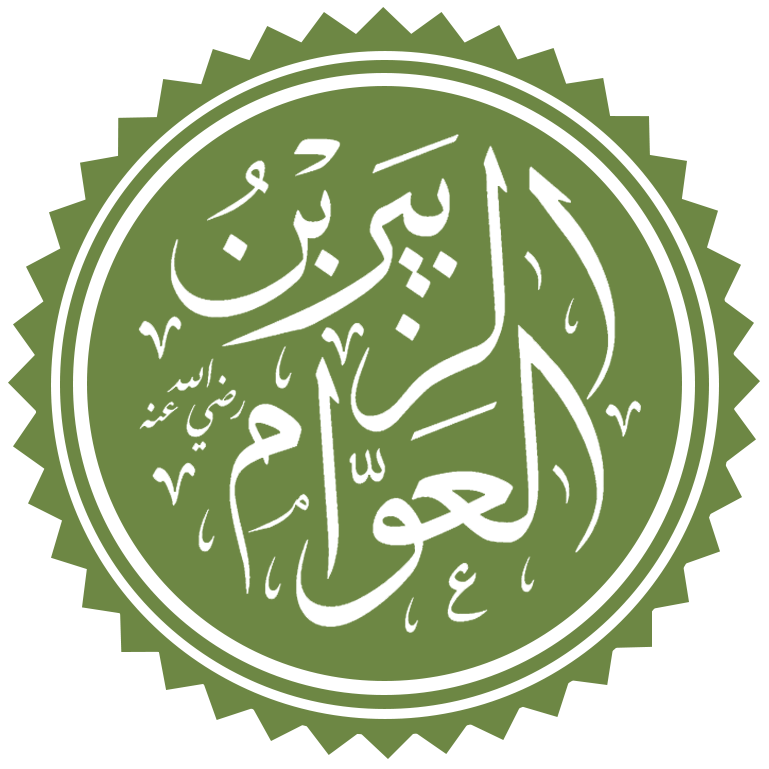

Zubayr ibn Awwam of Zubayr ibn al-Awwam (Arabisch: الزبير بن العوام) (ca. ?, - overleden in 656), was een van de metgezellen van Mohammed en is tevens volgens de islamitische traditie een van de tien personen waarvan getuigd werd dat zij voor het Paradijs zijn bestemd. Zubayr is de zoon van Safiyya bint Abd al-Moettalib, de tante van Mohammed.
Zubayr ibn al-Awwam verloor op jonge leeftijd zijn vader waardoor de verantwoordelijkheid van zijn opvoeding door zijn oom Nafval werd overgenomen. Hij werd met behulp van Aboe Bakr tot de islam bekeerd.
In 615 maakte hij deel uit van de islamitische gemeenschap die naar Ethiopië emigreerde. Vandaar uit ging Zubayr naar Medina.
Zubayr heeft aan de Slag bij Badr deelgenomen en heeft bij die veldslag zijn oom Nafval -bekend als de Leeuw van Qoeraisj- gedood. Ook heeft hij deelgenomen aan de Slag bij Uhud en de Slag bij de Gracht en was hij bij de inname van Mekka door moslims in 630 de vaandeldrager van het islamitische leger. 
Tijdens het kalifaat van Omar heeft hij ook deelgenomen aan verschillende oorlogen en was hij ook aanwezig bij het leger dat in 642 Egypte innam.
Zubayr zwoer trouw aan Ali op het moment dat deze in 656 tot kalief werd benoemd. Hij koos echter samen met Talha ibn Oebeydullah de kant van Aïsja toen zij tijdens de eerste fitna tegen Ali streed. Nadat Ali tijdens de veldslag aan Zubayr de woorden van Mohammed herinnerde, weigerde Zubayr om tegen Ali oorlog te voeren en keerde hij meteen terug. 
Zubayr ibn al-Awwam werd onderweg naar Medina door zijn achtervolger Amr ibn Tdurumoez vermoord. Zubayr was getrouwd met Asma bint Aboe Bakr, van wie hij twee zonen had (Abdullah en Urwa).
Mohammed zou volgens een Hadith hebben gezegd: Talha en Zubayr zijn in het Paradijs mijn buren (Overgeleverd in al-Buharî en Muslim)
Elk profeet heeft een apostel en mijn apostel is Zubayr. (Overgeleverd in al-Buharî en Muslim)
Abû Bakr As-Siddîq · ʿUmar ibn al-Khattâb · ʿUthmân ibn Affân · ʿAlî ibn Abî Tâlib · Talha ibn ʿUbayd Allâh · Zubayr ibn al-Awwâm · ʿAbdur Rahman ibn ʿAwf · Saʿd ibn Abi Waqqâs · Abu Ubayda ibn al-Jarrah · Saʿîd ibn Zayd